# Midas Man
Midas Man es una película biográfica británica sobre la vida del empresario musical Brian Epstein. Dirigida por Joe Stephenson, los directores anteriores Sara Sugarman y Jonas Åkerlund abandonaron el proyecto por problemas de presupuesto, está basada en una historia y guion de Brigit Grant.
Jacob Fortune-Lloyd protagoniza el papel principal junto a Emily Watson, Eddie Marsan, Omari Douglas, Darci Shaw, Ed Speleers, Charley Palmer Rothwell, Bill Milner, Jay Leno, Jonah Lees, Blake Richardson, Leo Harvey Elledge, Campbell Wallace y Adam Lawrence.

## Sinopsis
La película sigue cómo Brian Epstein saltó a la fama dirigiendo a una serie de artistas populares, incluidos The Beatles, Cilla Black y Gerry and the Pacemakers, antes de su repentina muerte en 1967 a la edad de 32 años.

## Reparto
- Jacob Fortune-Lloyd como Brian Epstein
- Emily Watson como Malka, la madre de Epstein.
- Eddie Marsan como Harry, el padre de Epstein
- Omari Douglas como Lonnie Trimble
- Darci Shaw como Cilla Black
- Ed Speleers como Tex Ellington
- Charley Palmer Rothwell como George Martin
- Bill Milner como Clive, hermano de Epstein
- Jay Leno como Ed Sullivan
- Eddie Izzard como Allan Williams
- Jonás Lees como John Lennon
- Blake Richardson como Paul McCartney
- Leo Harvey Elledge como George Harrison
- Campbell Wallace como Ringo Starr
- Adam Lawrence como Pete Best
- Jordan Kelly como Gerry Marsden
- Milo Parker como Alistair Taylor

## Producción

### Desarrollo

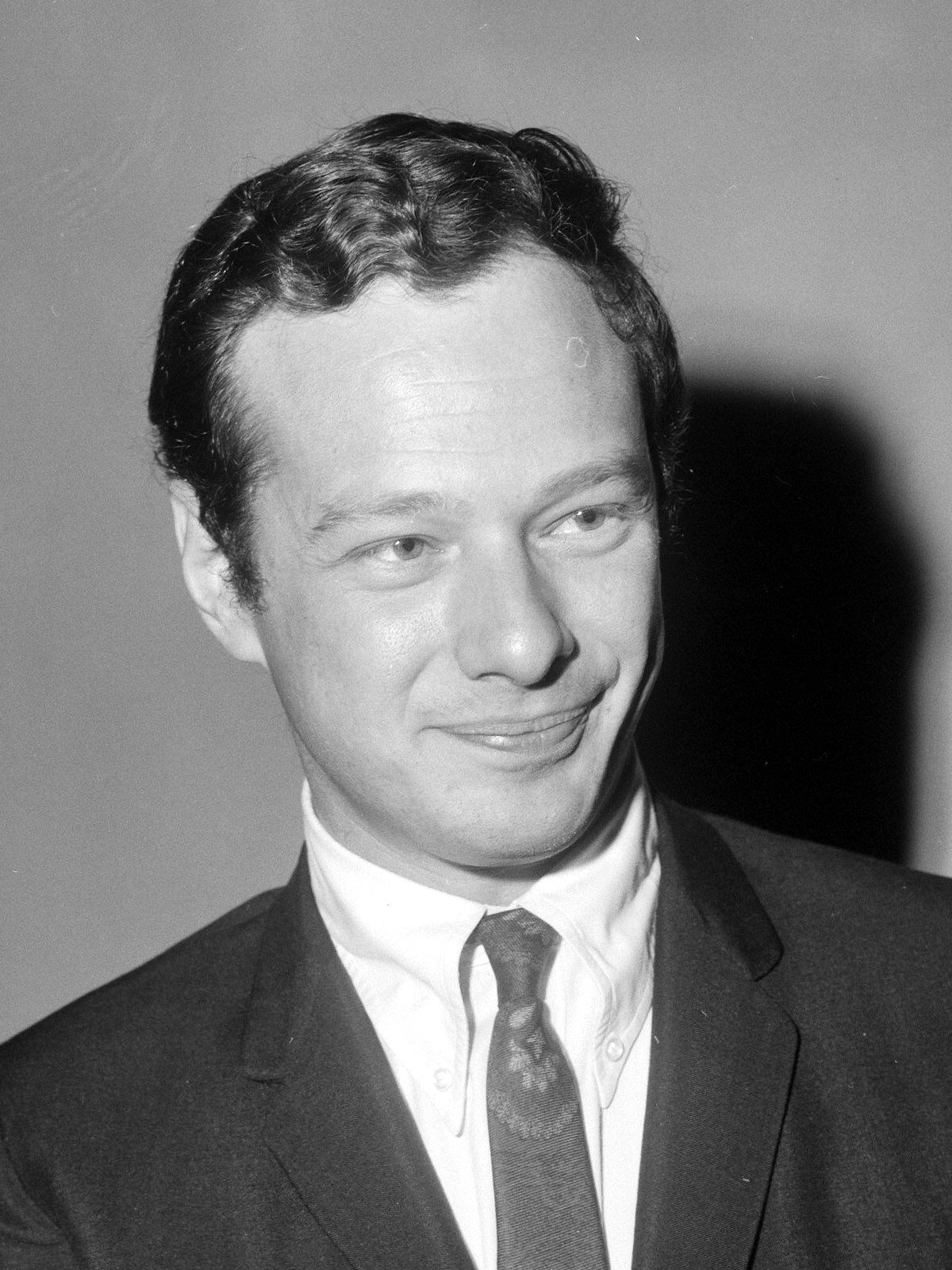
La película trata sobre el empresario musical Brian Epstein.

Midas Man es una película biográfica sobre Brian Epstein basada en una historia y guion de Brigit Grant. Se trata de una coproducción británica entre Studio POW y Trevor Beattie Films. También está producida por Er Dong Pictures, quien será la encargada de distribuir la película en China. En julio de 2020, se anunció que Jonas Åkerlund sería el encargado de dirigir la película. En una entrevista con The Guardian, Åkerlund dijo que había estado investigando a Epstein durante casi dos años. También dijo que había hablado con personas que lo conocían, incluido el músico Gerry Marsden de la banda Gerry and the Pacemakers: «Me contó historias que aún no se han publicado y que introduciremos en nuestra película».
En abril de 2021, Jacob Fortune-Lloyd fue elegido para interpretar el papel principal de Brian Epstein. En julio, los derechos de distribución de la película en el Reino Unido e Irlanda se vendieron a Signature Entertainment. En los meses siguientes, se eliguieron a los miembros del elenco, Emily Watson, Eddie Marsan y Omari Douglas fueron elegidos en septiembre, y Rosie Day, Lukas Gage, Charley Palmer Rothwell y Bill Milner fueron elegidos en octubre.

### Rodaje
El rodaje previsto de doce semanas comenzó en Liverpool el 11 de octubre de 2021. Sin embargo, se suspendió durante tres semanas después de que Åkerlund dejara la producción en noviembre. Un comunicado emitido afirmó que el rodaje continuaría ese mismo mes en Londres y se trasladaría a Los Ángeles, California, a principios de enero. Sara Sugarman fue contratada como reemplazo de Åkerlund, no se espera que se realicen nuevas tomas y la filmación está programada para comenzar de nuevo pronto.
A finales de noviembre, Jay Leno, Jonah Lees, Blake Richardson, Leo Harvey Elledge, Campbell Wallace y Adam Lawrence se unieron al elenco y se publicó una imagen con varios miembros del elenco en Abbey Road Studios. Un comunicado emitido decía que después de una pausa de tres meses, el rodaje comenzaría en los Estados Unidos a finales de enero de 2022 para después continuar en el Reino Unido.
El rodaje estuvo en pausa durante más de un año, antes de finalmente tener lugar en mayo de 2023 en Blackpool. Al mes siguiente, se informó que Joe Stephenson había reemplazado como director a Sugarman, quien supuestamente se fue debido a problemas de programación y diferencias creativas. Stephenson completó la fotografía principal. También se informó que Eddie Izzard, Ed Speleers, Darci Shaw y Milo Parker se habían unido al elenco; Speleers y Shaw reemplazaron a Lukas Gage y Rosie Day, respectivamente.

## Estreno
El 30 de mayo de 2024, Midas Man celebró su estreno canadiense en el 32.º Festival de Cine Judío de Toronto. Se proyectó como la película de la noche de apertura. Studio POW y American Entertainment Investors vendieron los derechos de distribución en Norteamérica a Briarcliff Entertainment. 